# Jednostka spalinowa Leipzig
Jednostka spalinowa Leipzig – niemiecki spalinowy zespół trakcyjny produkowany w latach 1935-1936 dla kolei niemieckich. Wyprodukowane zostały cztery zespoły wagonowe. Kursowały jako pociągi ekspresowe z Berlina do Bytomia. Po II wojnie światowej jeden wagonowy skład był eksploatowany przez koleje polskie do 1955 roku, po tym czasie został przekazany kolejom wschodnioniemieckim. Były eksploatowane dodatkowo do prowadzenia międzynarodowych pociągów pasażerskich kursujących do Czechosłowacji. Jeden został zachowany jako eksponat zabytkowy.